# Diagrama temperatură–entropie
În termodinamică diagrama temperatură–entropie sau diagrama T-s este folosită pentru a descrie modificările corespunzătoare ale temperaturii în funcție de entropia masică într-un sistem termodinamic.

## Descriere

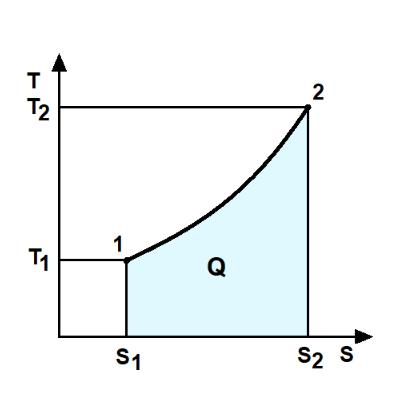
O transformare termodinamică din starea 1 până în starea 2, reprezentată în diagrama T-s

O diagramă T-s este un grafic care prezintă pe axa T temperatura în funcție de entropia reprezentată pe axa S  în diverse procese termodinamice. În unele cazuri pe axa S  în loc de entropie va fi reprezentată entropia masică, s.
Diagrama este strâns legată de diagrama p-V, fiecărui punct din diadtama T-s îi corespunde un punct bine determinat din diagrama p-V și invers.
Într-o diagramă T-s transformările izotermice sunt drepte orizontale cele izentropice sunt drepte verticale, cele izobare  sunt curbe cu subtangenta egală cu capacitatea termică masică la presiune constantă, iar cele  izocore sunt curbe cu subtangenta egală cu capacitatea termică masică la volum constant.
O diagramă T-s este o diagramă energetică, adică în care energia produsă sau primită de sistem sub formă de căldură, {\displaystyle Q,} poate fi calculată exact prin integrarea temperaturii în funcție de entropie:
{\displaystyle Q=Q_{12}=\int _{S_{1}}^{S_{2}}T\,dS}
Grafic, căldura este suprafața 1-2-S2-S1-1 cuprinsă între arcul 1–2 și axa S a diagramei. În funcție de parcurgerea transformării, căldura se obține cu semnul său: {\displaystyle Q_{21}=-Q_{12}.} Posibilitatea determinării grafice din diagramă a căldurii face să fie cunoscută și drept diagrama termică.
Dacă nu se cunoaște expresia analitică a transformării {\displaystyle T=f(S),} aria de sub arc poate fi și măsurată direct prin planimetrare.

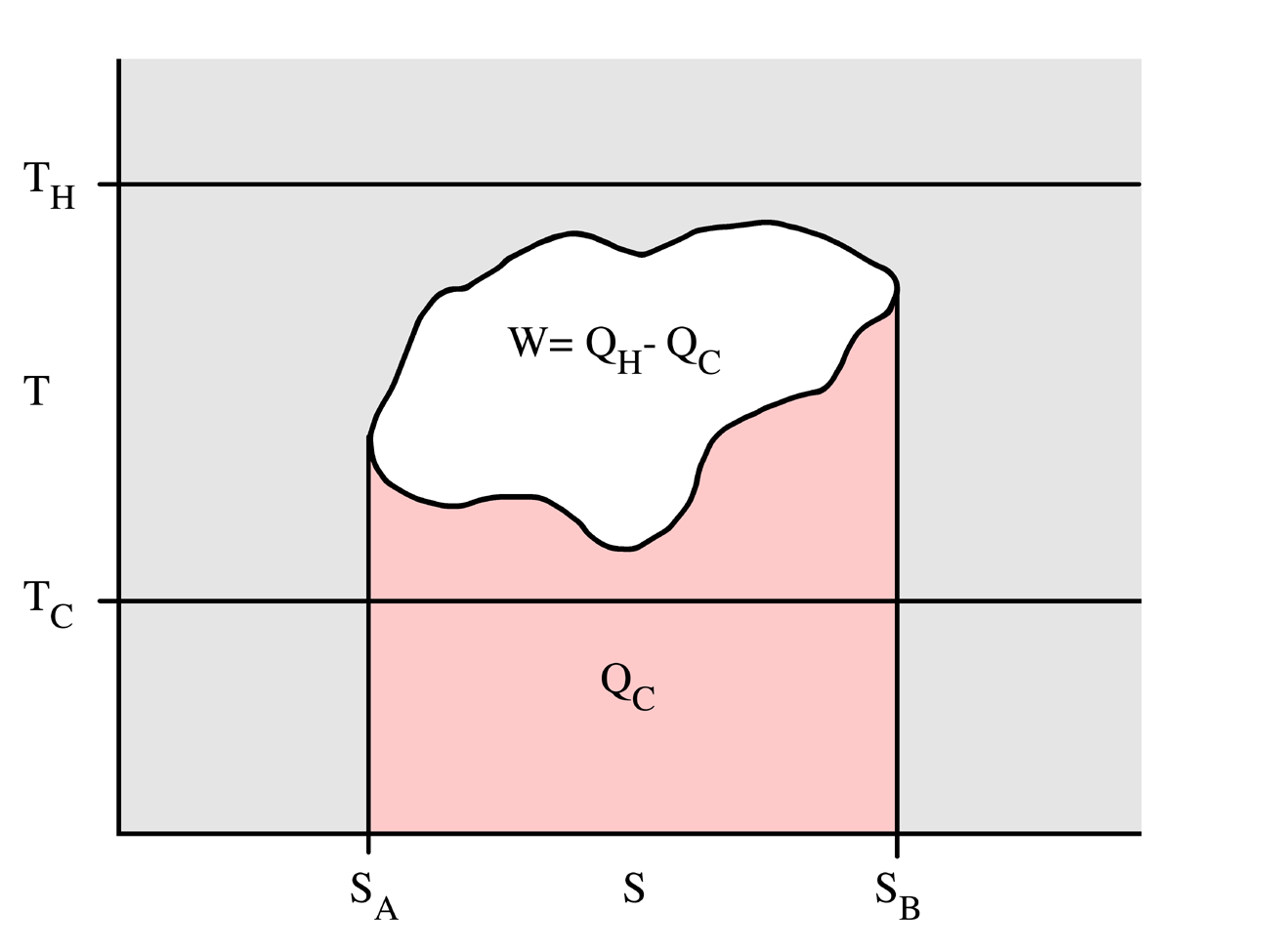
Exemplu de diagramă T-s a unui ciclu termodinamic care se desfășoară între sursa caldă cu temperatura T_{H} și cea rece cu temperatura T_{C}. Aria roz este căldura evacuată din ciclu, iar cea albă căldura transformată în lucru mecanic. Suma lor este căldura introdusă în ciclu (aria dintre curba superioară și axa S).

Dacă după parcurgerea lanțului de procese din diagramă sistemul revine la starea (temperatura și entropia) inițială, diagrama reprezintă un ciclu. Cum la procesele ciclice aria din interiorul curbei este diferența dintre căldurile primite sau cedate surselor, această arie reprezintă totodată și lucrul mecanic ciclic.

## Ciclul Carnot în diagrama T-s

Un ciclu Carnot reprezentat în diagrama T-s

În diagrama T-s izotermele sunt reprezentate prin drepte orizontale, iar izentropele prin drepte verticale. Ca urmare, un ciclu Carnot este reprezentat sub forma unui dreptunghi. În figura alăturată transformarea 1–2 este o comprimare izentropică, care consumă lucru mecanic, 2–3 este o încălzire izotermică, în care se introduce în ciclu căldură, 3–4 este o destindere izentropică, în care se efectuează lucru mecanic, iar 4–1 este o răcire izotermică, în care este evacuată căldură din ciclu. În timpul transformărilor 1–2 și 3–4 — acestea fiind izentropice, deci și adiabatice — nu există schimb de căldură, fapt reflectat de aria de sub ele nulă în diagrama T-s.

## Aplicații

Diagrama T-s pentru vapori de apă

Principala aplicație este reprezentarea ciclurilor motoare în care agentul de lucru este sub formă de vapori, în special de apă. Acestea sunt ciclurile Clausius-Rankine după care funcționează termocentralele. Din diagrama T-s pentru vapori de apă se poate citi direct proprietățile aburului pentru o anumită temperatură t și entropie s: presiunea p (negru), volumul masic v (verde), titlul aburului (albastru) și entalpia h (roșu).

Un ciclu Clausius-Rankine simplu, cu supraîncălzirea aburului

Ciclul reprezentat în diagramă se desfășoară între două izobare: izobara de presiune înaltă 2-3 și cea de presiune joasă 1-4. Procesul 1-2 este comprimarea adiabatică a apei în pompă, 2-3 este preîncălzirea, fierberea apei și supraîncălzirea aburului la presiune constantă în cazan, 3-4 este destinderea aburului în turbină, iar 4-1 este condensarea aburului la presiune constantă în condensator. qvap este căldura necesară vaporizării (fierberii) apei, qsup este căldura necesară supraîncălzirii aburului, qcond este căldura degajată prin condensarea aburului și evacuată din ciclu, iar zona galbenă este lucrul mecanic ciclic.

Diverse reprezentări în diagrama T-s
Transformări izobare (p1, p2) și izocore (v2, v3)
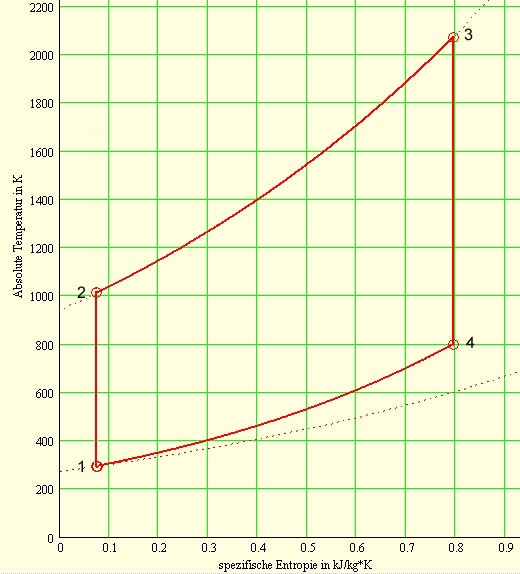
Ciclul unui motor diesel
Ciclul unei termocentrale cu resupraîncălzire intermediară
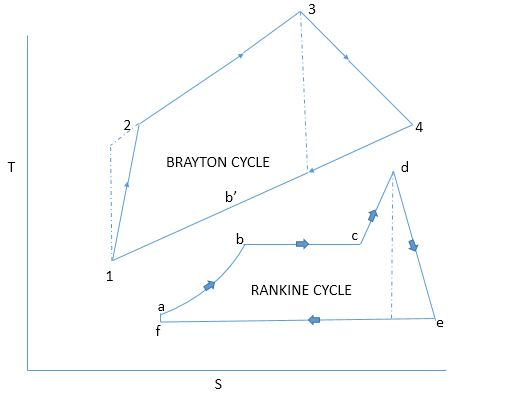
Ciclurile suprapuse ale unei termocentrale cu ciclu combinat